# 初めてのハッピーバースディ!
「初めてのハッピーバースディ!」（はじめてのハッピーバースデイ）は、2001年4月18日にzetima（現・UP-FRONT WORKS zetimaレーベル）から発売されたカントリー娘。に石川梨華（モーニング娘。）の1stシングル。

## 解説
カントリー娘。としては5作目となるシングル。本作よりモーニング娘。から石川梨華が助っ人として参加し、メジャー・レーベルでのリリースを開始した。
オリコンチャートでは初登場4位を記録。カントリー娘。最大のヒット曲となった。
テレビ東京系列「アイドルをさがせ!」エンディングテーマ。

## 収録曲
全作詞・作曲：つんく
1. 初めてのハッピーバースディ!
編曲：高橋諭一
2. 初めてのハッピーバースディ! (country version)
編曲：渡辺格
3. 初めてのハッピーバースディ! (Instrumental)

## 参加ミュージシャン
初めてのハッピーバースディ!
- プログラミング&ギター：高橋諭一
- ベース：松原秀樹
- コーラス：つんく

初めてのハッピーバースディ! (country version)
- ギター&プログラミング：渡辺格
- シンセサイザーオペレーション：大竹徹夫
- バンジョー：有田純弘
- ペダルスティール&ドブロギター：尾崎孝
- バイオリン：弦一徹
- コーラス：りんね・あさみ・石川梨華
- Yeah!ボイス：田中義剛

## カバー
- カントリー・ガールズ - ベストアルバム『カントリー・ガールズ大全集①』（2019年12月4日発売）に収録。